# 34街

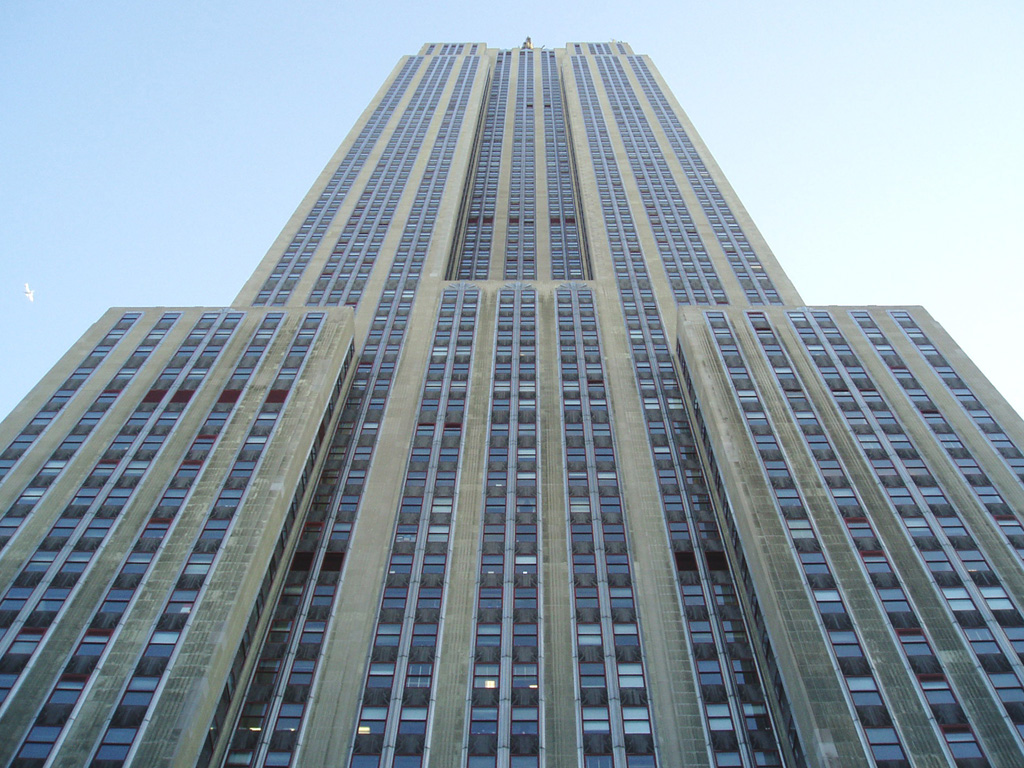
帝国大厦

34街（34th Street）是纽约市曼哈顿区的主要东西横贯街道之一，连接林肯隧道和皇后區中城隧道。沿街有4个地铁站：第八大道（A，C，與E）、第七大道（1，2與3）、先驱广场（B，D，F，<F>，M，N，Q，R，與W）和公园大道（4，6，與<6>）。
2010年4月，纽约市交通局建议沿34街走廊增加快速公交系统，建立公交车专用车道，第五大道与第六大道之间将开辟行人广场。

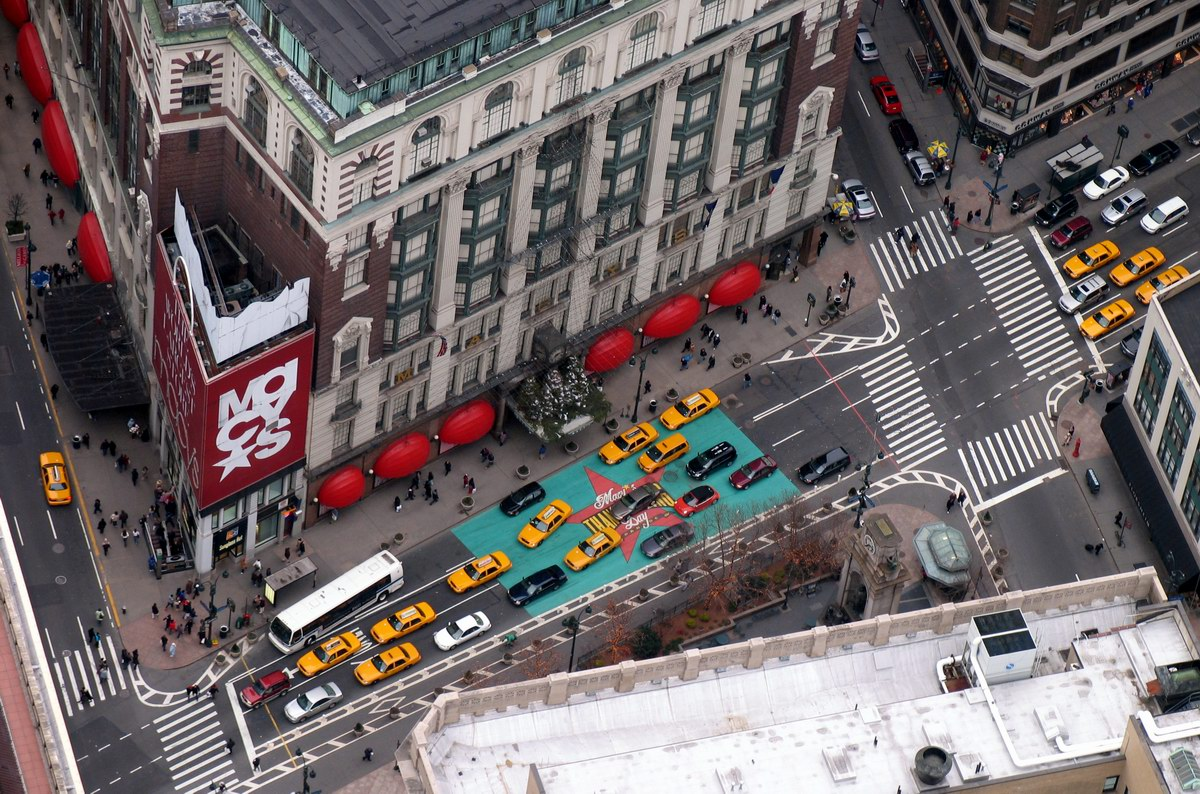
第七大道与百老汇大街之间的梅西百货

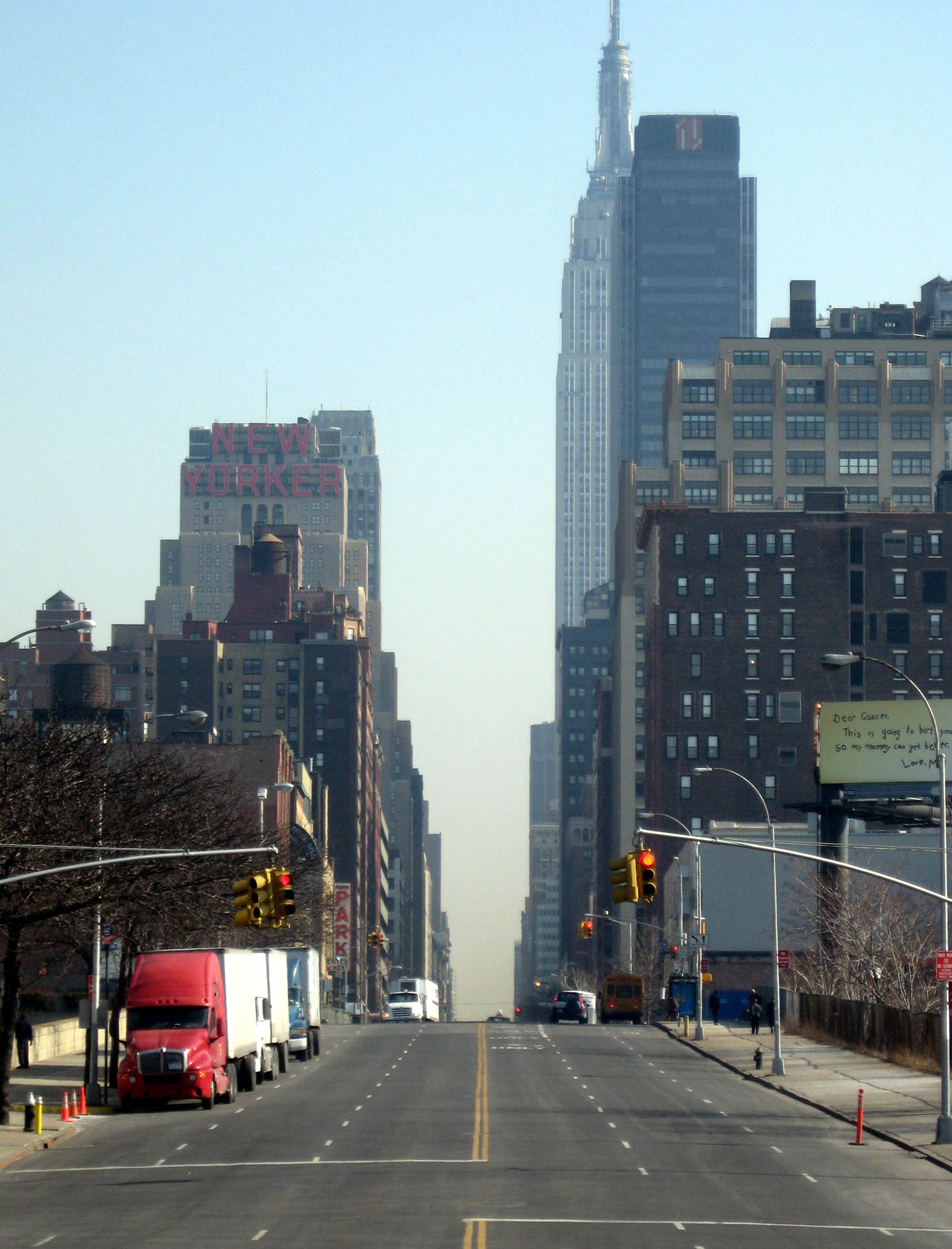
西端

## 交汇道路（自西向东）
- 西边高速公路
- 第十一大道
- 第十大道
- 戴亚大道 – 林肯隧道入口
- 第九大道
- 第八大道
- 第七大道
- 百老汇大道
- 第六大道
- 第五大道
- 麦迪逊大道
- 公园大道
- 莱辛顿大道
- 第三大道
- 第二大道
- 第一大道
- FDR Drive